# 大敦细趾虎
大敦细趾虎（学名：Tenuidactylus dadunensis），一种分布于中国新疆北部的壁虎，隶属于壁虎科细趾虎属。
本种是2011年由中国学者在新疆吐鲁番市与托克逊县之间的大墩发现，故名，发现时归入弯脚虎属（Cyrtopodion），称为大敦弯脚虎（Cyrtopodion dadunense）。2013年，有学者依据多基因片段构建了广义弯脚虎的系统演化关系，同时结合形态学数据，将该类群物种的属级分类进行了厘定，将本种划入细趾虎属，改称“大敦细趾虎”。

## 保护
本种于2023年被收录入《有重要生态、科学、社会价值的陆生野生动物名录》。